# رینیانو فلامینیو
رینیانو فلامینیو (به ایتالیایی: Rignano Flaminio) یک کومونه در ایتالیا است که در استان رم واقع شده‌است.

## خصوصیات
رینیانو فلامینیو ۳۸٫۷۷ کیلومترمربع مساحت و ۱۰٬۳۱۱ نفر جمعیت دارد و ۲۵۰ متر بالاتر از سطح دریا واقع شده‌است.